# Église Saint-Antoine de Ratisbonne

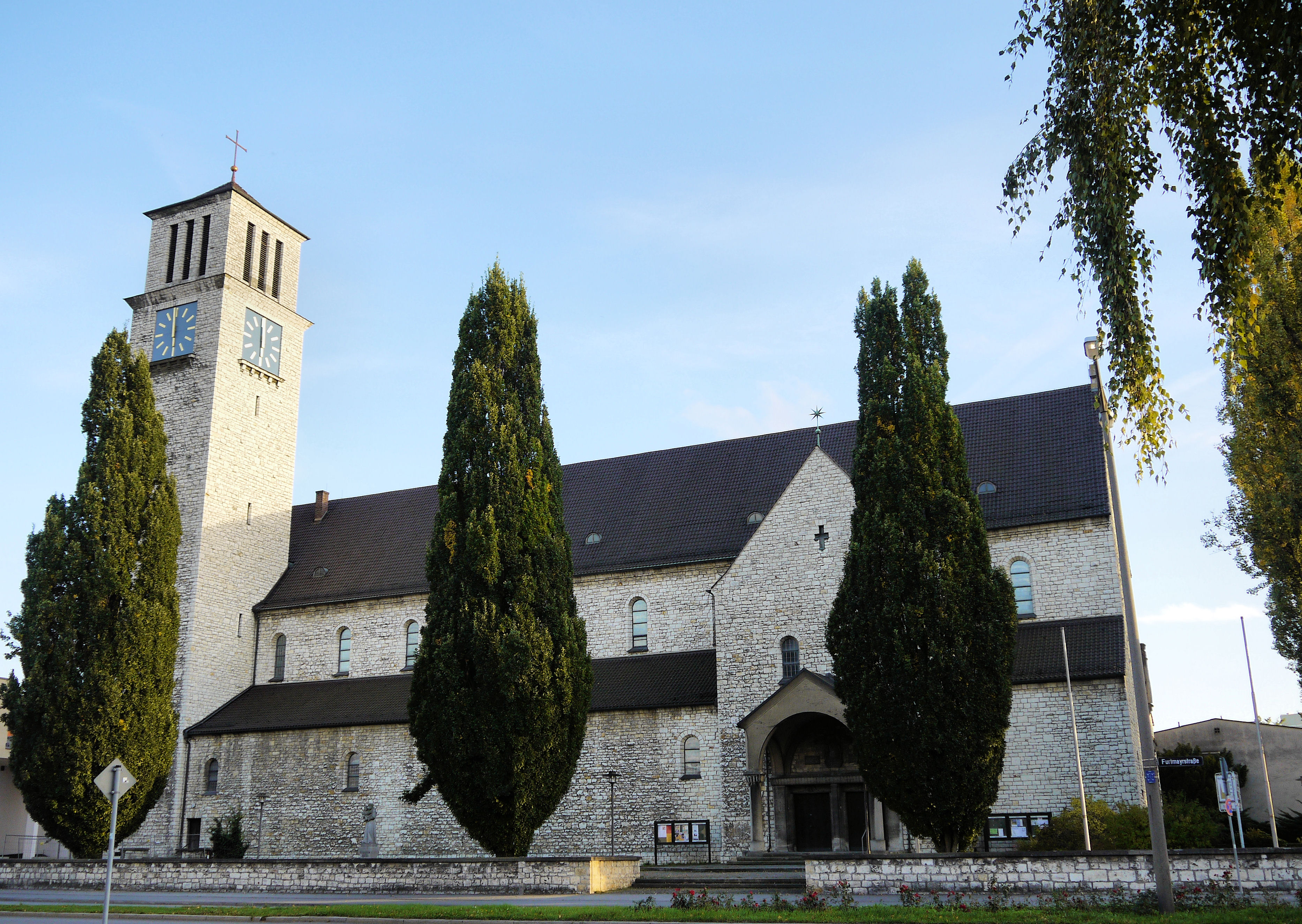
Vue de l'église Saint-Antoine.

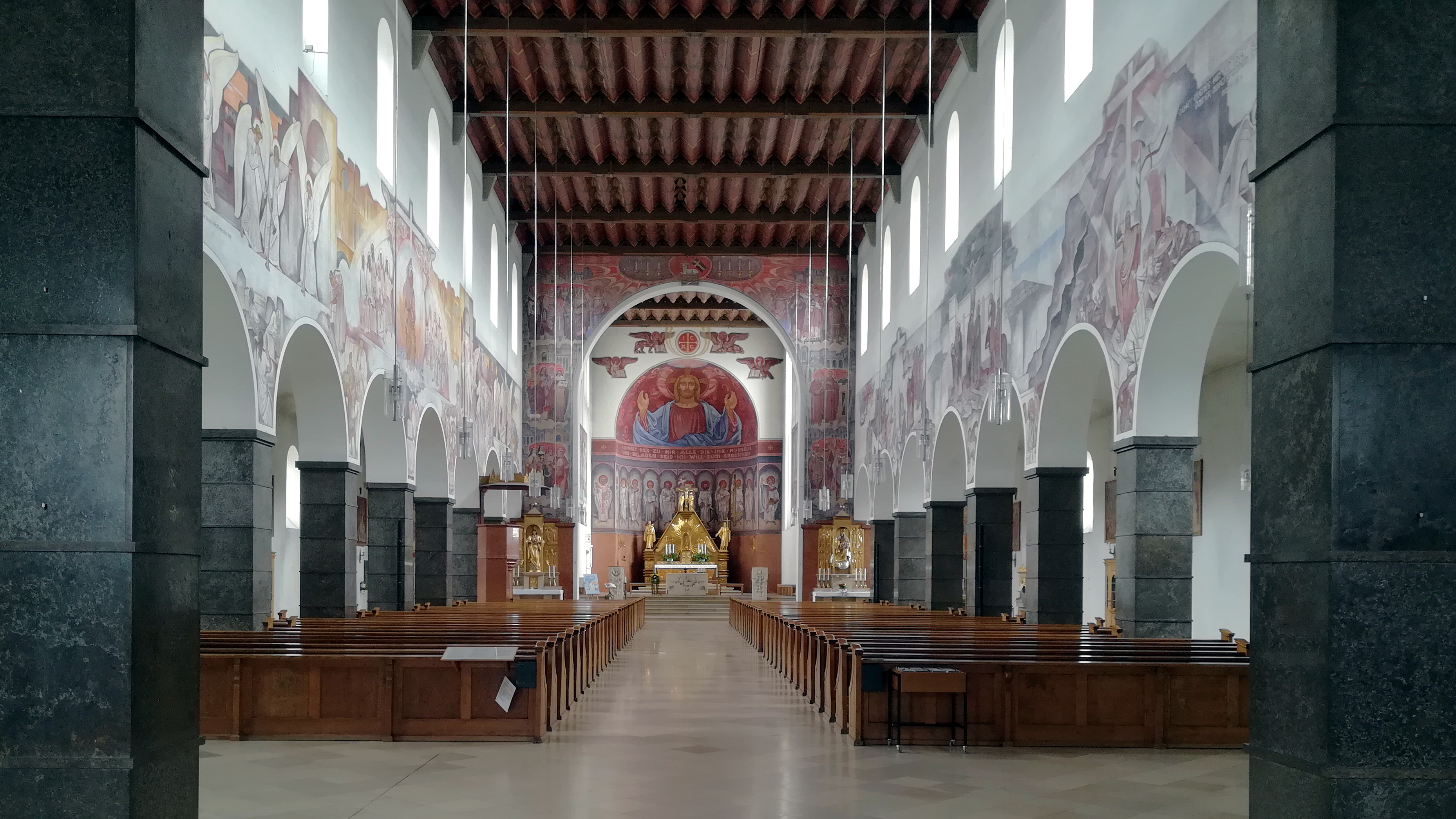
Intérieur.

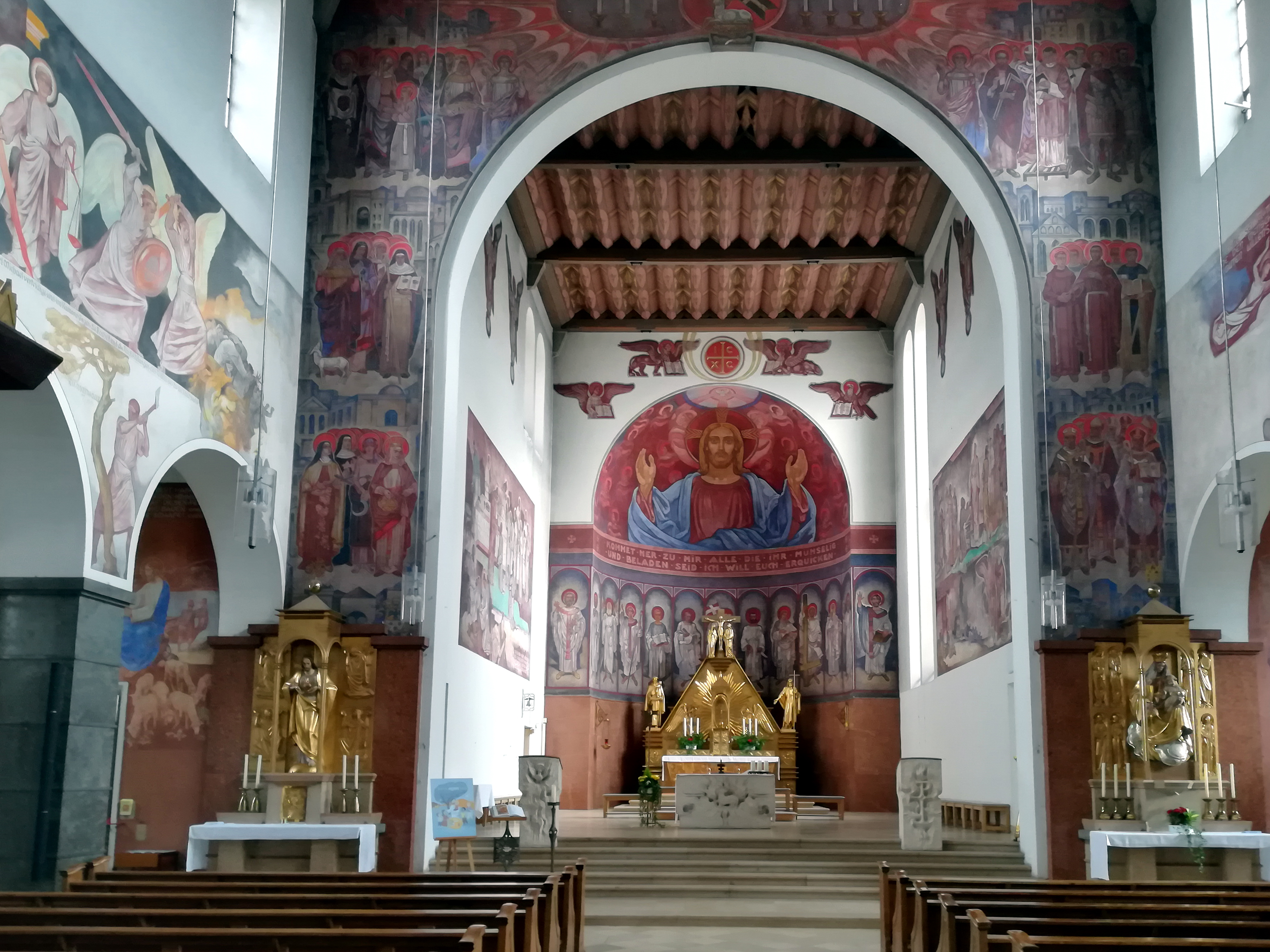
Chœur.

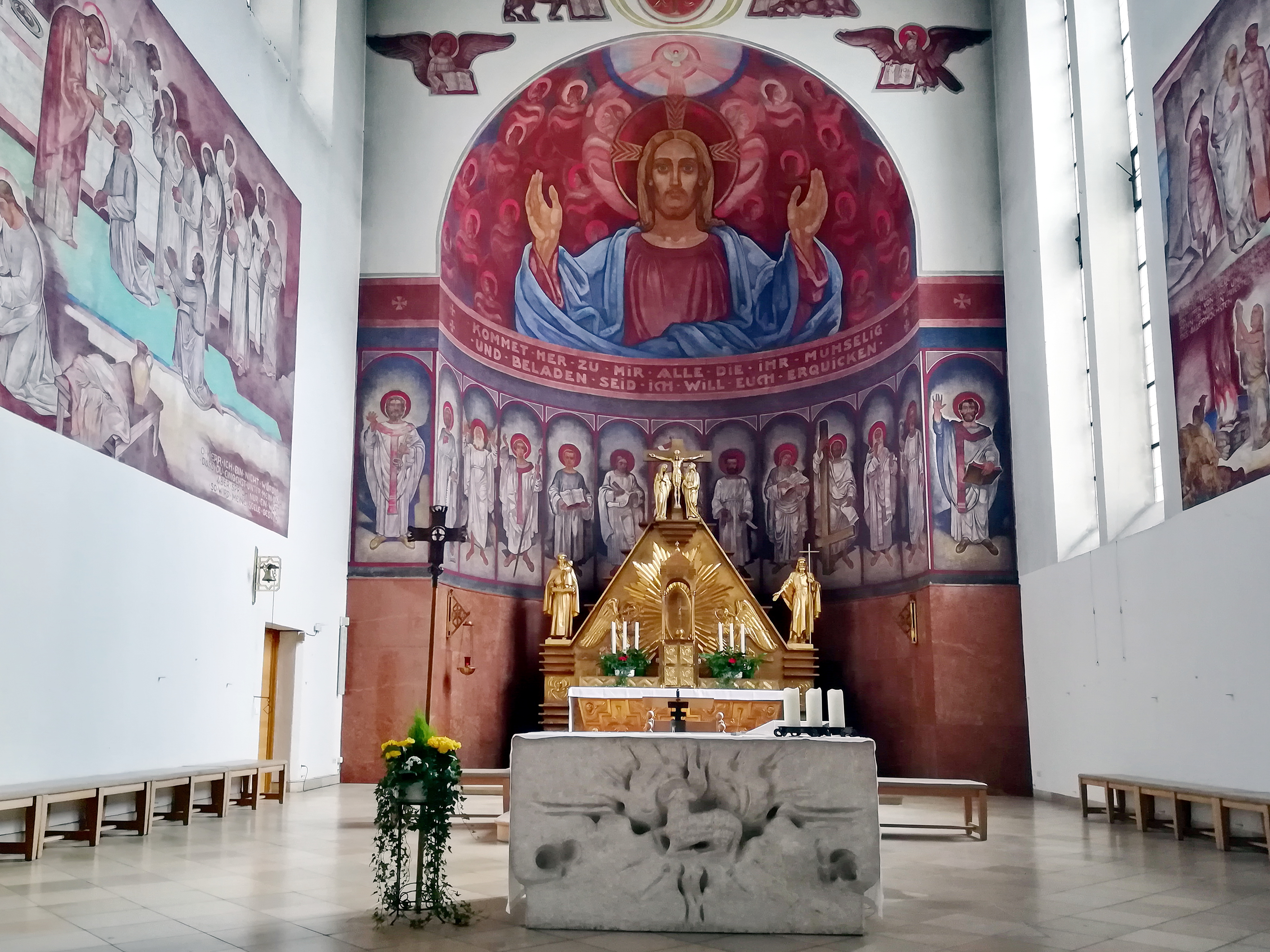
Maître-autel.

L'église Saint-Antoine (St. Anton) est une église catholique de Ratisbonne (en Bavière, située dans le quartier des Casernes (Kasernenviertel). Il s'agit d'un monument historique protégé.

## Histoire
En demandant un fonds de construction le 9 mai 1916 au chapitre de la cathédrale, l'administration de la ville basse (quartier des Casernes) a manifesté l'intention de construire une église dans ce quartier en expansion. Tout d'abord, une église d'urgence en bois est construite à l'ouest de l'église d'aujourd'hui ; elle est consacrée le 13 juin 1920 à saint Antoine de Padoue. La paroisse Saint-Antoine est ainsi érigée le 1er décembre 1921, lorsqu'elle a été séparée de la paroisse de Niedermünster. La première pierre de l'imposante église actuelle est posée le 21 juillet 1927 par Mgr von Henle, évêque de Ratisbonne. Après un concours, l'église est conçue selon les plans de l'architecte Karl Schmid père. Après une période de construction relativement courte, elle est consacrée le 11 novembre 1928 par Mgr Buchberger, nouvel évêque. En mai 1943, la tour a été peinte en vert olive à des fins de camouflage aérien. Des restes de cette couleur peuvent encore être vus aujourd'hui. L'église est légèrement endommagée (vitraux détruits) pendant le bombardement du 13 mars 1945.
Un nouveau centre paroissial a été érigé à la limite nord-est de la propriété paroissiale et a été inauguré le 9 décembre 2013.

## Description
L'église, dont la structure est en béton armé, se présente sous la forme d'une basilique médiévale néo-romane à trois nefs et orientée. Elle comprend un transept. Elle est revêtue de dalles de calcaire d'Ebenwieser (près de Ratisbonne). La longueur totale est de 70 mètres, la largeur de 25 mètres, la hauteur de la nef centrale est de 24 mètres et la tour mesure 49 mètres de haut.
À l'intérieur, en plus de nombreuses fresques, l'immense représentation du Christ dans l'abside attire tous les regards. Cette fresque est l'œuvre de Georg Winkler, originaire de Ratisbonne, qui a conçu l'ensemble de la décoration intérieure. Le maître-autel a été réalisé par la maison Haber & Brandner; les sculptures ont été conçues par Guido Martini; les peintures sur verre ont été réalisées par deux firmes de Ratisbonne, Schwarzmeyer et Schneider. Les vitraux n'existent plus car ils ont été bombardés pendant la Seconde Guerre mondiale.

## Orgue

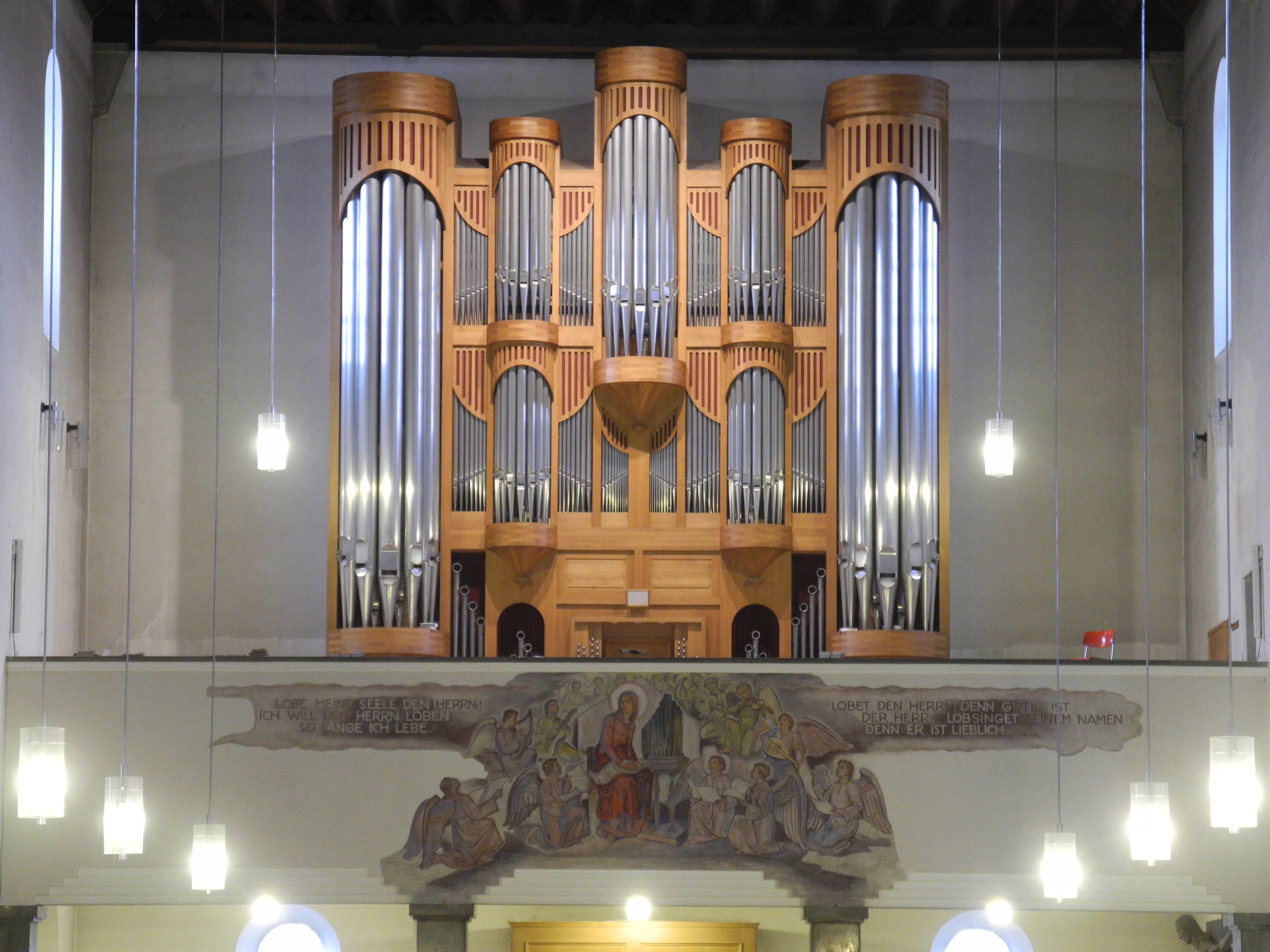
Orgue de Jann.

L'orgue précédent de 1928 de la firme Ignaz Weise, devenue injouable, a été remplacé dans les années 1990 par un orgue de la maison Thomas Jann construit en 1996. L'orgue avec performances et traction mécanique et électrique comprend 39 jeux pour trois claviers et un pédalier. La disposition est la suivante,, :
| I Hauptwerk C–g3 |             |          |
| 1.               | Principal   | 16′      |
| 2.               | Octave      | 8′       |
| 3.               | Coppel      | 8′       |
| 4.               | Octave      | 4′       |
| 5.               | Holzflöte   | 4′       |
| 6.               | Quinte      | 2, 2, 3′ |
| 7.               | Octave      | 2′       |
| 8.               | Cornette V  | 2, 2, 3′ |
| 9.               | Mixtur V-VI | 1, 1, 3′ |
| 10.              | Trompette   | 8′       |

| II Schwellwerk C–g3 |                      |          |
| 11.                 | Bourdon              | 16′      |
| 12.                 | Geigenprincipal      | 8′       |
| 13.                 | Doppelflöte          | 8′       |
| 14.                 | Viola                | 8′       |
| 15.                 | Vox coelestis        | 8′       |
| 16.                 | Principal            | 4′       |
| 17.                 | Nachthorn            | 4′       |
| 18.                 | Nasard               | 2, 2, 3′ |
| 19.                 | Traversflöte         | 2′       |
| 20.                 | Terz                 | 1, 3, 5′ |
| 21.                 | Mixtur V             | 2′       |
| 22.                 | Trompette harmonique | 8′       |
| 23.                 | Hautbois             | 8′       |
|                     | Trémolo              |          |

| III Positiv C–g3 |                 |          |
| 24.              | Rohrflöte       | 8′       |
| 25.              | Principal       | 4′       |
| 26.              | Flöte           | 4′       |
| 27.              | Doublette       | 2′       |
| 28.              | Sesquialtera II | 2, 2, 3′ |
| 29.              | Vox humana      | 8′       |
| 30.              | Chamade         | 8′       |
|                  | Trémolo         |          |

| Pedal C–f1 |                |           |
| 31.        | Principalbass  | 16′       |
| 32.        | Subbass        | 16′       |
| 33.        | Großquinte     | 10, 2, 3′ |
| 34.        | Octavbass      | 8′        |
| 35.        | Spitzflöte     | 8′        |
| 36.        | Choralbass     | 4′        |
| 37.        | Hintersatz III | 2, 2, 3′  |
| 38.        | Posaune        | 16′       |
| 39.        | Trompette      | 8′        |

- Koppeln:

Normalkoppeln: II/I, III/I, III/II, I/P, II/P, III/P;
Suboktavkoppeln: III/II, II/II;
Superoktavkoppeln: II/II;
- Spielhilfen: Setzeranlage, 2 Schwelltritte.

## Cloches
Le clocher de Saint-Antoine comprenait à l'origine un jeu de six cloches baptisées le 13 octobre 1928. Après la Seconde Guerre mondiale, les deux cloches les plus grosses ont été perdues et une seule a été remplacée. Il existe aujourd'hui un jeu de quatre cloches avec les notes la0-fa1-sol1-la1. La cinquième et plus petite cloche est à part et sonne en fa2. La description des cloches est la suivante :
| N° | Nom                        | Masse (kg) | Tonalité | Année | Fondeur        |
| 1  | Antoniusglocke (Antoine)   | 4.250      | la0      | 1964  | Georg Hofweber |
| 2  | Josefsglocke (Joseph)      | 900        | fa1      | 1928  | Karl Hamm      |
| 3  | Wolfgangsglocke (Wolfgang) | 650        | sol1     | 1928  | Karl Hamm      |
| 4  | Engelglocke (Ange)         | 425        | la1      | 1928  | Karl Hamm      |
| 5  | Barbaraglocke (Barbara)    | 150        | fa2      | 1928  | Karl Hamm      |

## Curés de Saint-Antoine
- Johann B. Hösl (1920-1964)
- Karl Leibl (1964-1971)
- Alois Reindl (1971-1978)
- Karl Wohlgut (1978-2006)
- Anton Hierl (2006-2018)
- Wolfgang Reischl (depuis 2018)

## Antoniushaus

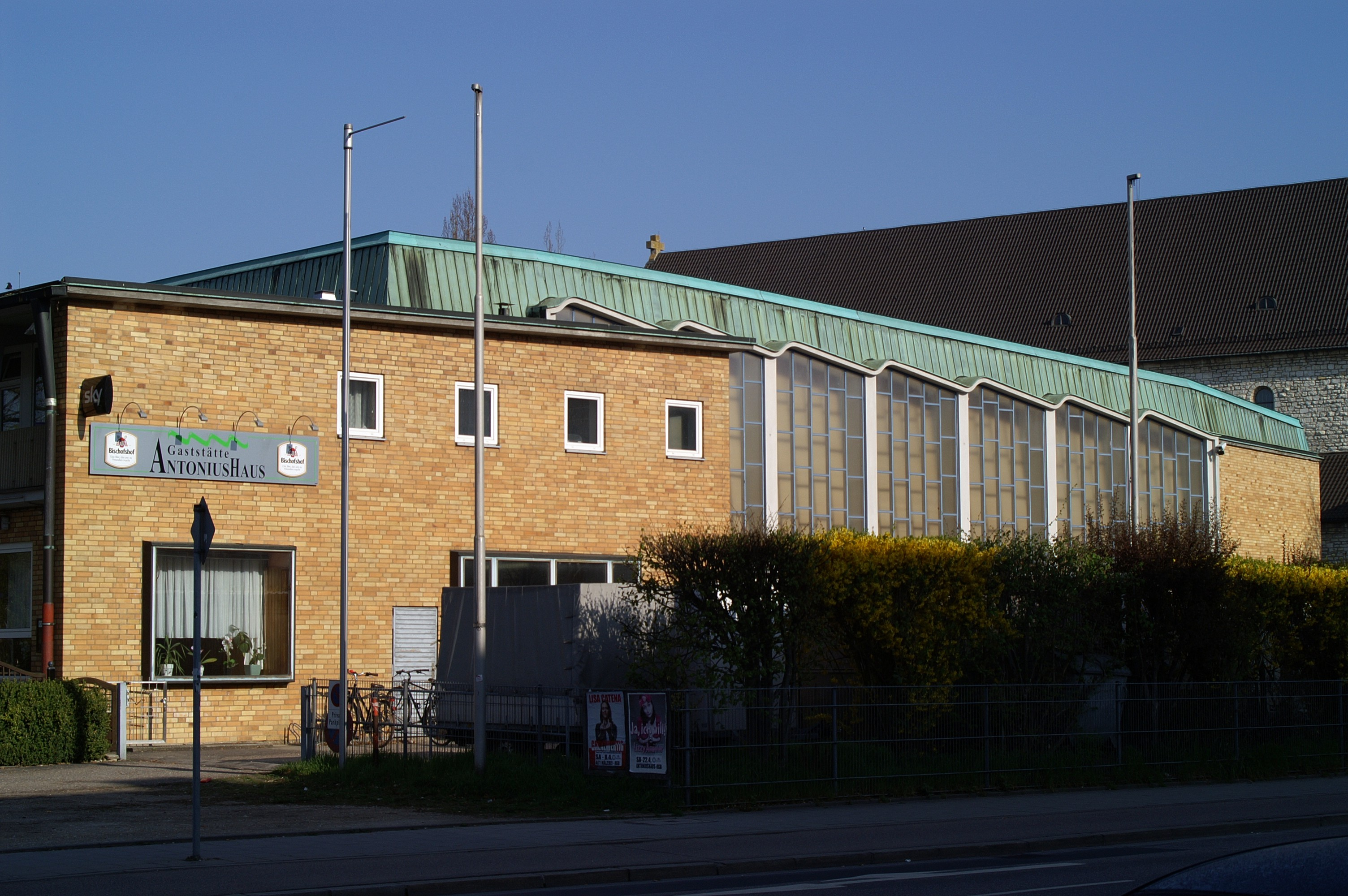
La maison Saint-Antoine (Antoniushaus).

La maison Saint-Antoine (Antoniushaus) se trouve au n° 13 du Mühlweg et a été construite de 1953 à 1955 par Karl Schmid fils au sud de l'église. Il s'agit d'un édifice sacré asymétrique qui dépend de la paroisse et comprend une salle de restauration, une salle de fête et autres salles. Son toit est pentu et la structure est en béton armé avec le côté Est qui est vitré.

## Source de la traduction
- (de) Cet article est partiellement ou en totalité issu de l’article de Wikipédia en allemand intitulé « St. Anton (Regensburg) » (voir la liste des auteurs).